# Goldfrapp
Goldfrapp ist ein britisches Electronica-Duo aus London. Die Band entstand 1999, als die Sängerin Alison Goldfrapp, die bis dahin vor allem mit Tricky und Orbital zusammengearbeitet hatte, einige Demos an den Filmkomponisten und Keyboarder Will Gregory weitergab.

## Geschichte
2000 brachten Goldfrapp ihr vom PJ-Harvey-Produzenten John Parish produziertes Debütalbum Felt Mountain heraus, das auf so verschiedenen Einflüssen wie Synthie-Pop, klassischer Filmmusik und Folk Music basierte. Es wurde von der Kritik sehr positiv aufgenommen. Drei Jahre später erschien Black Cherry, das wesentlich kantiger und hektischer ist sowie größeres Gewicht auf die Drumbeats legt. Am 22. August 2005 erschien mit Supernature das dritte Album von Goldfrapp. Ooh La La, die erste Singleauskopplung daraus, stieg Anfang August 2005 auf Platz 4 der britischen Charts ein und ist damit Goldfrapps bislang erfolgreichster Titel. 2006 erschien We Are Glitter, ein Album mit Remixes von Supernature. Das vierte Studioalbum, Seventh Tree, erschien in Deutschland am 22. Februar 2008.
Die Band war für den Mercury Music Prize 2001 nominiert und gewann bei den MTV Europe Music Awards 2003 den Preis für die beste Webseite.
Daneben haben Goldfrapp auch die Musik für den Film My Summer of Love (2005) von Pawel Pawlikowski geschrieben.
Am 19. März 2010 wurde das fünfte Studioalbum Head First veröffentlicht, das sich stilistisch am Synthpop der 1980er Jahre orientiert. Die erste Single Rocket erreichte in Großbritannien zwar nur Platz 47, in Deutschland jedoch Platz 32 und ist somit die erfolgreichste Single des Duos in Deutschland. Außerdem wurde bekannt, dass Goldfrapp mit Christina Aguilera für ihr Album Bionic zusammengearbeitet hat.
Am 6. September 2013 wurde das Album Tales of Us veröffentlicht. Zu diesem Album wurde ein kurzer Episodenfilm von Lisa Gunning produziert, der in ausgewählten Kinos zu sehen war.

## Diskografie
Studioalben

| Jahr | Titel Musiklabel   | Höchstplatzierung, Gesamtwochen, AuszeichnungChartplatzierungen (Jahr, Titel, Musiklabel, Platzierungen, Wochen, Auszeichnungen, Anmerkungen) | Höchstplatzierung, Gesamtwochen, AuszeichnungChartplatzierungen (Jahr, Titel, Musiklabel, Platzierungen, Wochen, Auszeichnungen, Anmerkungen) | Höchstplatzierung, Gesamtwochen, AuszeichnungChartplatzierungen (Jahr, Titel, Musiklabel, Platzierungen, Wochen, Auszeichnungen, Anmerkungen) | Höchstplatzierung, Gesamtwochen, AuszeichnungChartplatzierungen (Jahr, Titel, Musiklabel, Platzierungen, Wochen, Auszeichnungen, Anmerkungen) | Höchstplatzierung, Gesamtwochen, AuszeichnungChartplatzierungen (Jahr, Titel, Musiklabel, Platzierungen, Wochen, Auszeichnungen, Anmerkungen) | Anmerkungen                              |
| Jahr | Titel Musiklabel   | DE | AT | CH | UK | US | Anmerkungen                              |
| ---- | ------------------ | --- | --- | --- | --- | --- | ---------------------------------------- |
| 2000 | Felt Mountain Mute | DE36 (9 Wo.)DE | AT44 (4 Wo.)AT | CH98 (1 Wo.)CH | UK57 Gold · (10 Wo.)UK | — | Erstveröffentlichung: 19. September 2000 |
| 2003 | Black Cherry Mute  | DE25 (4 Wo.)DE | — | CH41 (4 Wo.)CH | UK19 Platin · (42 Wo.)UK | — | Erstveröffentlichung: 28. April 2003     |
| 2005 | Supernature Mute   | DE26 (4 Wo.)DE | AT33 (5 Wo.)AT | CH29 (5 Wo.)CH | UK2 Platin · (40 Wo.)UK | US138 (2 Wo.)US | Erstveröffentlichung: 22. August 2005    |
| 2008 | Seventh Tree Mute  | DE21 (3 Wo.)DE | AT37 (3 Wo.)AT | CH11 (6 Wo.)CH | UK2 Gold · (14 Wo.)UK | US48 (3 Wo.)US | Erstveröffentlichung: 22. Februar 2008   |
| 2010 | Head First Mute    | DE28 (3 Wo.)DE | AT33 (4 Wo.)AT | CH14 (4 Wo.)CH | UK6 Silber · (6 Wo.)UK | US45 (2 Wo.)US | Erstveröffentlichung: 19. März 2010      |
| 2013 | Tales of Us Mute   | DE9 (3 Wo.)DE | AT24 (2 Wo.)AT | CH8 (5 Wo.)CH | UK4 Silber · (8 Wo.)UK | US75 (1 Wo.)US | Erstveröffentlichung: 6. September 2013  |
| 2017 | Silver Eye Mute    | DE31 (2 Wo.)DE | AT27 (1 Wo.)AT | CH24 (3 Wo.)CH | UK6 (5 Wo.)UK | US118 (1 Wo.)US | Erstveröffentlichung: 31. März 2017      |